# Tobias Sørensen
Tobias Sørensen, född 23 januari 1858 i Skudesnes, död okänt år, var en norsk skådespelare.
Sørensen utbildades vid handelsskola och arbetade som handelsbetjänt i tio år innan han blev skådespelare. Han debuterade 1885 vid Den Nationale Scene i rollen som Sannæs i Bjørnstjerne Bjørnsons Ett handelshus. Han spelade främst karaktärsroller.